# جولي ستيبان
جولي ستيبان (بالإنجليزية: Julie Stepan)‏ هي عارضة أمريكية، ولدت في 30 مارس 1986 في غراند براري في الولايات المتحدة.